# Beccas
Beccas är en kommun i departementet Gers i regionen Occitanien i sydvästra Frankrike. Kommunen ligger i kantonen Marciac som tillhör arrondissementet Mirande. År 2022 hade Beccas 122 invånare.

## Befolkningsutveckling
Antalet invånare i kommunen Beccas
Referens:INSEE